# Jordan Dickerson
Jordan Dickerson (Brooklyn, 9 giugno 1993) è un ex cestista statunitense.